# Roberto Irañeta
Roberto Luis Irañeta est un footballeur argentin, né le 21 mars 1915 à Mendoza et mort en 1992. Il évolue au poste d'attaquant durant les années 1930 au sein du Gimnasia de Mendoza.
Il compte une sélection en équipe d'Argentine et dispute la Coupe du monde 1934.

## Biographie
Roberto Luis Irañeta nait le 21 mars 1915 à Mendoza et commence le football au Colegio Nacional Agustín Alvarez, en compagnie de son frère Rito. Ils sont remarqués par le président du Gimnasia de Mendoza qui les recrutent au début des années 1930. Joueur habile et technique, Roberto Irañeta remporte avec cette équipe la Ligue Mendocina (es) en 1931 et 1933 puis termine vice-champion en 1934 à un point du Club Atlético Argentino (es).
Devant le refus des clubs professionnels argentins de libérer leurs joueurs pour disputer la Coupe du monde 1934 en Italie, il est sélectionné en équipe nationale par l'entraîneur italien Felipe Pascucci. Il dispute la rencontre du premier tour contre la Suède perdue sur le score de trois buts à deux. Il est alors, à dix-neuf ans, deux mois et six jours, le plus jeune Argentin a disputé un match de Coupe du monde. Ce record n'est battu qu'en 2006 par Lionel Messi lorsqu'il entre en jeu contre la Bosnie-Herzégovine.
Contacté par River Plate au retour d'Italie, il reste au Gimnasia de Mendoza, son père refusant le transfert. Il remporte avec son club de nouveau le titre en Ligue Mendocina en 1937 et 1939. Après sa carrière de footballeur, il ouvre avec son frère un magasin d'articles ménagers, la Rito de Irañeta Hogar. Il meurt en 1993 à l'âge de 78 ans.